# 12352 Jepejacobsen
12352 Jepejacobsen (1993 OX6) là một tiểu hành tinh vành đai chính được phát hiện ngày 20 tháng 7 năm 1993 bởi E. W. Elst ở Đài thiên văn Nam Âu.